# Sybille Waury

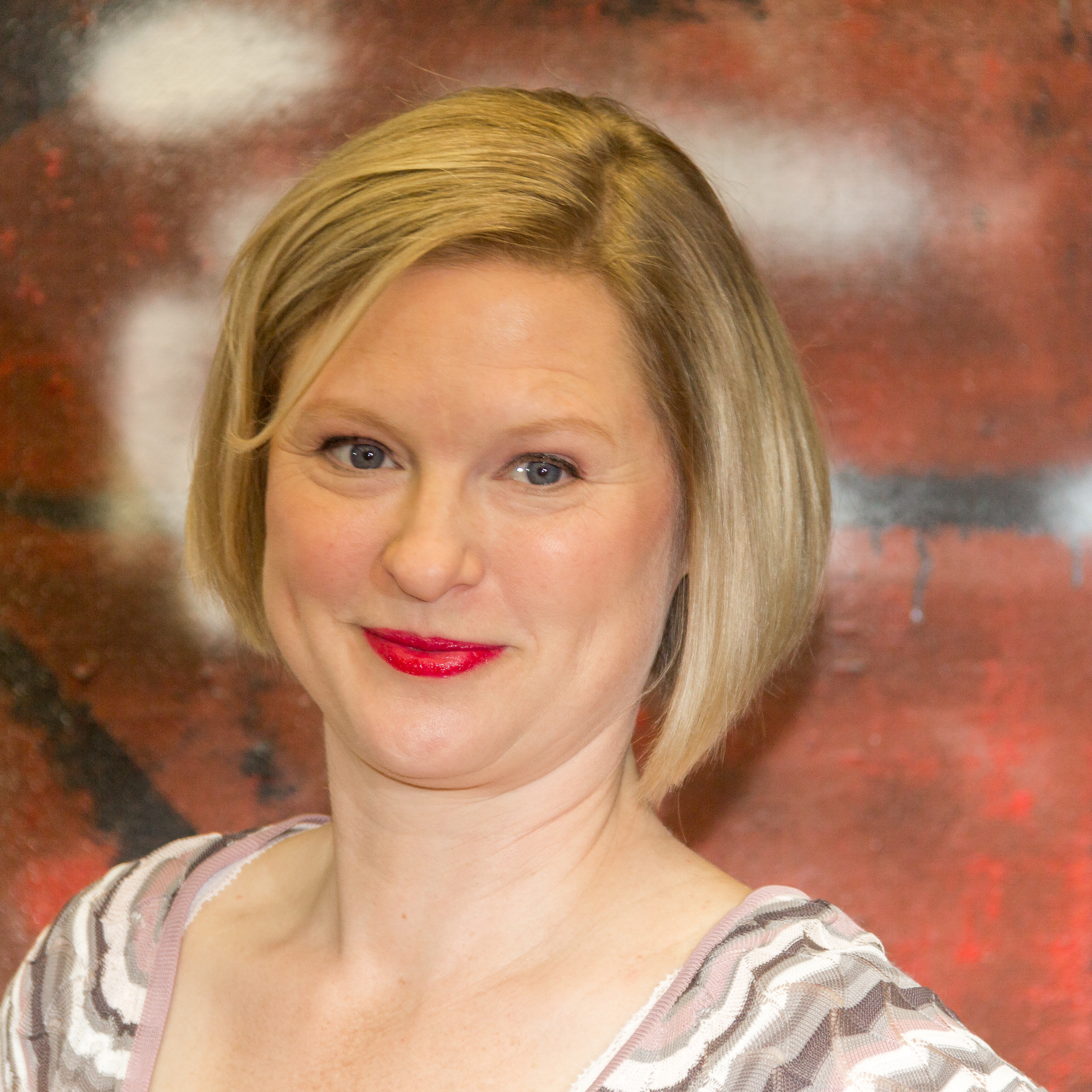
Sybille Waury, 2015

Sybille Waury (* 9. Mai 1970 in Düsseldorf) ist eine deutsche Schauspielerin.

## Leben
Ihre Schauspielausbildung absolvierte Waury unter anderem in London. An der Universität zu Köln studierte sie Japanologie, Kunstgeschichte und Germanistik. Am Theater trat sie unter anderem als Mowgli im Dschungelbuch und als Abigail in Hexenjagd auf. Sie hatte Theaterengagements in Bochum, Hamburg, Aachen, Köln und Neersen. In Kyōto spielte sie die Seiobo in Shinji Takabayashis Inszenierung des Nō-Stücks Chikubushima.
Von 1985 bis 2020 war Waury als Tanja Schildknecht eine der Hauptdarstellerinnen der vom WDR und der GFF produzierten ARD-Serie Lindenstraße. Sie war von Folge 2 bis zur letzten Folge (1758) dabei. Für ihre Darstellung der Tanja wurde Waury unter anderem mit dem Bambi und der Goldenen Kamera ausgezeichnet.
Waury war in mehreren Rollen in Film und Fernsehen zu sehen. Als Dorothée war sie in den fünf Filmen um den Doppelgänger Schulz & Schulz an der Seite von Götz George zu sehen, Doris Dörrie gab ihr in Geld die Rolle der Natascha Müller (Filmtochter von Uwe Ochsenknecht) und Dominik Graf engagierte sie für seinen Film Die Sieger. In Sigi Rothemunds Radiostation spielte Waury die Rolle der Lisette. Weiterhin hatte sie Gastrollen in Serien, so unter anderem als Margot in Heidi und Erni, als Michaela in Hilfe, meine Familie spinnt und als Irene in der Reihe Geschichten aus der Heimat. Seit 2020 spielt Waury die Rolle der Vera Hülsmann in der bayerischen Vorabendserie Dahoam is Dahoam. Außerdem war sie Moderatorin des Käpt’n Blaubär Clubs.
Waury ist mit dem Drehbuchautor Joachim Friedmann verheiratet und lebt mit ihm und den beiden Töchtern in Berlin. Seit 2011 arbeitet sie zudem in Berlin als Shiatsu-Praktikerin.

## Filmografie
- 1978: Filme für das Schulfernsehen
- 1985–2020: Lindenstraße (Fernsehserie, 658 Folgen)
- 1988: Geschichten aus der Heimat (Fernsehserie, Folge: Ein ungewöhnlicher Fall)
- 1989: Geld (Fernsehfilm, Regie: Doris Dörrie)
- 1989–1992: Schulz & Schulz (Filmreihe, Teil 1–4, Regie: Ilse Hofmann)
- 1990: Heidi und Erni (Fernsehserie, 1 Folge)
- 1990: Radiostation (Fernsehfilm, Regie: Sigi Rothemund)
- 1993: Hilfe, meine Familie spinnt (R: Michael Zens)
- 1994: Die Sieger (Regie: Dominik Graf)
- 1995: Entführung aus der Lindenstraße (Fernsehfilm)
- 2006: Lindenstraße: Finstere Weihnacht (Fernsehfilm)
- 2019: Zeit läuft
- seit 2020: Dahoam is Dahoam (Fernsehserie)

## Moderation
- 1993 bis 1995: Käpt’n Blaubär Club

## Theaterrollen
- 1989: „Lorchen“ in „Bei uns im Viertel“, Millowitsch-Theater, Köln
- 1990: „Blanche“ in „Der Mustergatte“, Theater am Holstenwall
- 1991: „Mowgli“ in „Dschungelbuch“, Schloßfestspiele Neersen
- 1991: „Charlotte“ in „Don Juan“, Schloßfestspiele Neersen
- 1993: „Abigail“ in „Hexenjagd“, Grenzlandtheater Aachen
- 1998: „Barbara“ in „Honigmond“, Comödie Bochum

## Auszeichnungen
- Bambi
- Goldene Kamera
- Telestar